# Клименко, Николай Иванович (Герой Социалистического Труда)
Никола́й Ива́нович Климе́нко (1913—1990) — советский механизатор сельского хозяйства, комбайнёр Марьинской МТС Марьинского района Сталинской области, Украинская ССР. Герой Социалистического Труда (1951).

## Биография
Родился 9 июля 1913 года в селе Люцерна Александровского уезда Екатеринославской губернии (ныне Вольнянского района Запорожской области Украины).
С августа 1941 года — участник Великой Отечественной войны, рядовой. Проходил службу трактористом 12-й отдельной эвакуационной роты 8-й гвардейской армии, занимался эвакуацией танков, в том числе с поля боя. За проявленные мужество и отвагу отмечен орденами и медалями.
После демобилизации работал трактористом и комбайнёром в колхозах «Дружба», «Запорожская Сечь», Марьинской МТС Марьинского района (директор — Иван Титович Горелов). В 1950 году намолотил комбайном «Коммунар» с убранной им площади за 25 рабочих дней 6167 центнеров зерновых культур.
Указом Президиума Верховного Совета СССР от 26 апреля 1951 года за достижение высоких показателей на уборке и обмолоте зерновых культур в 1950 году комбайнёру Марьинской МТС Сталинской области Николаю Ивановичу Клименко присвоено звание Героя Социалистического Труда с вручением ордена Ленина и золотой медали «Серп и Молот».
В 1950-х годах трудился на целине в Казахской ССР.
Умер 4 июля 1990 года в родном селе на 77-м году жизни.

## Награды
- медаль «Серп и Молот» (26.04.1951)
- орден Ленина (26.04.1951)
- орден Отечественной войны II степени (16.02.1944)
- орден Красной Звезды (15.05.1945)
- медаль «За оборону Сталинграда»